# Sd.Kfz. 221/222/223

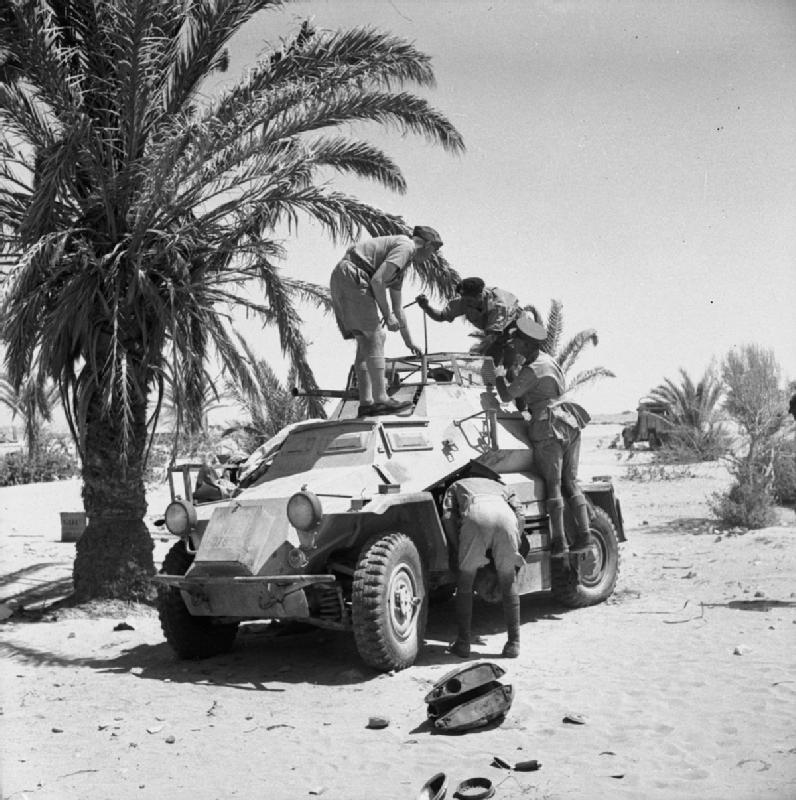
SdKfz 222 i Nordafrika 1941

SdKfz 221/222/223 var en serie lätt bepansrat spaningsfordon som användes av Tyskland under andra världskriget. De användes i början av kriget primärt av spaningsbataljonerna tillhörande pansardivisionerna. De fungerade bra i länder med ett väl utbyggt vägnät såsom i Västeuropa, men på östfronten och i nordafrika begränsade deras bristande terrängegenskaper deras användning. Senare i kriget började de ersättas av halvbandvagnen SdKfz 250.

## Utveckling
Fordonet bygger på ett standardchassi från en sPkw I Horch 801 och en pansarkaross.
De utvecklades av Eisenwerk Weserhütte i Bad Oeynhausen. Chassina byggdes av Auto Union i Zwickau och pansarkarossen monterades på av F. Schichau i Elbing och Maschinenfabrik Niedersachsen i Hannover-Linden.

## Egenskaper
Alla varianter hade en svansmonterad V-8.

## Varianter
- SdKfz 221
- SdKfz 222 Huvudversionen med tre mans besättning utrustad med ett öppet torn med en 2 cm KwK 30 och en MG 34
Vissa av den här versionen utrustades med en 28 mm pansarvärnskanon.
- SdKfz 223
Radiofordon. Mer än 500 av versionen tillverkades.